# پلکترانتوس آمبوینیکاس
پلکترانتوس آمبوینیکاس(نام علمی: Plectranthus amboinicus) نام یک گونه از تیره نعناعیان است.
پلکترانتوس آمبوینیکاس گیاهی بوته ای با طعم پونه کوهی از جنس Plectranthus در خانواده نعناعیان (Lamiaceae) است. این گیاه بومی جنوب و شرق آفریقا می باشد و در دنیا با اسامی متعددی شناخته میشود.
یکی از اسامی آن "گل گاو زبان هندی" است. این گیاه که معمولا به عنوان یک گیاه زینتی تکثیر میشود یک گیاه با رشد آهسته در ماه های زمستان و متوسط در بهار و تابستان است
این گیاه چندساله شاداب دارای برگ های گوشتی در جفت های مخالف است و می تواند تا 50 سانتی متر ارتفاع داشته باشد. گاهی گلهای بنفش کمرنگی نمایان میشود.
برای تشویق گیاه برای پرپشت و انبوه شدن، نوک بالای ساقه ها را هرس میکنند.این کار میتواند به حفظ مرتب بودن شاخ و برگها و فشردگی ، و همچنین برای تشویق شاخه به دادن شکوفه بیشتر کمک کند.
رشد ایده آل پلکترانتوس در یک محل نیمه سایه و مرطوب با دمای بالا میباشد و در این شرایط برگ ها به رنگ سبز رنگ زیبا باقی خواهند.
از برگهای این گیاه بسیاری از استفاده های دارویی سنتی میشود، به خصوص برای درمان سرفه ، گلو درد و احتقان بینی ، همچنین برای طیف وسیعی از مشکلات دیگر از قبیل عفونت ها ، روماتیسم و نفخ شکم. در اندونزی این گیاه ماده اولیه یک غذای سنتی مورد استفاده در سوپ است که برای تحریک شیردهی برای ماه های اولیه مادران توصیه میشود.
پلکترانتوس آمبوینیکاس مورد استفاده به عنوان یک ادویه مربوط به آشپزی از در کارائیب است.
در آفتاب بیش از حد ، برگ ها به زردی میگرایند و شروع به پیچش یا حلقه زنی غیر معمول و ناخوشایند میکنند.
انتشار آن از طریق قلمه ساقه در هر زمان از فصل بهار می باشد

## نگارخانه

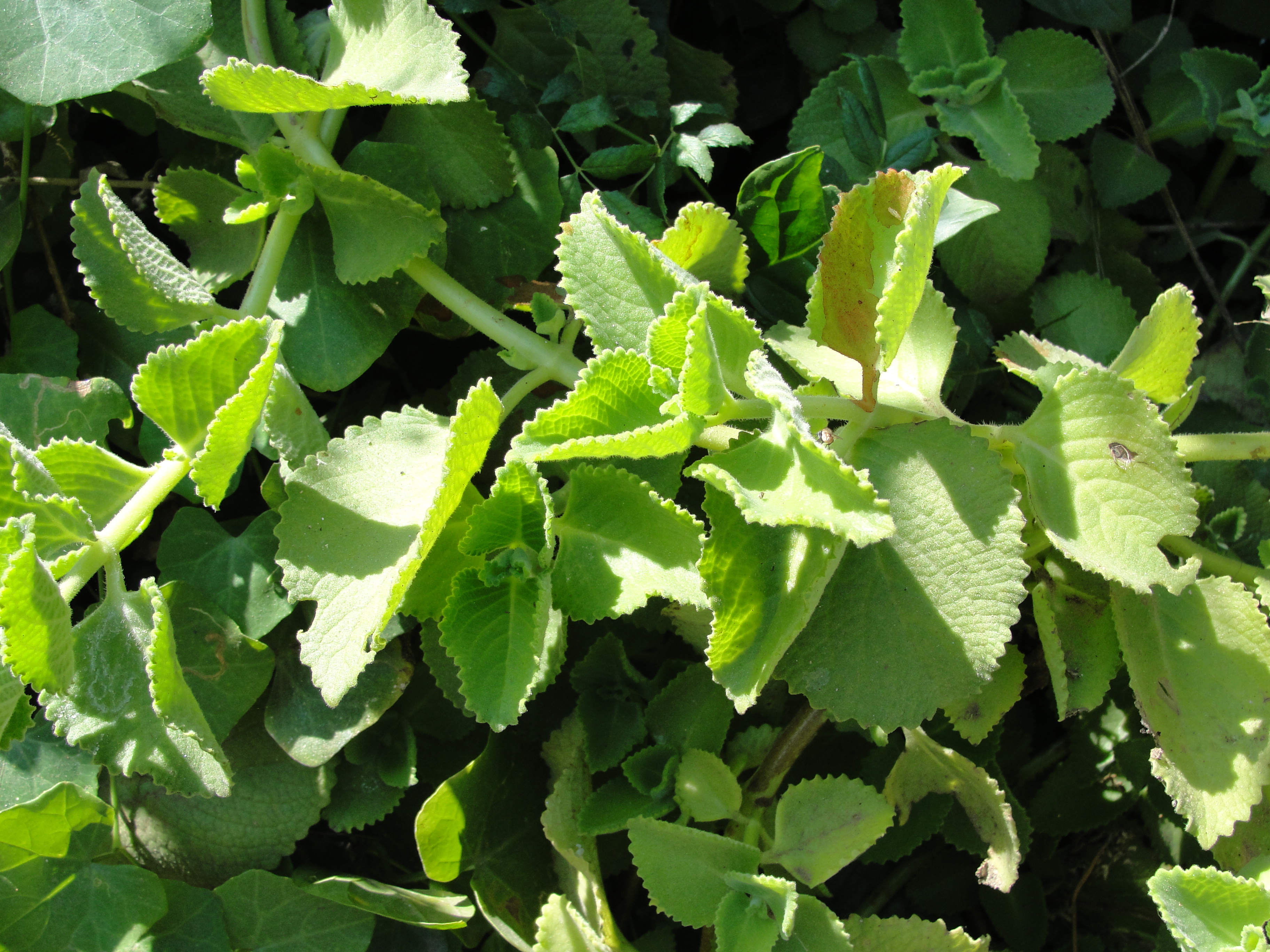
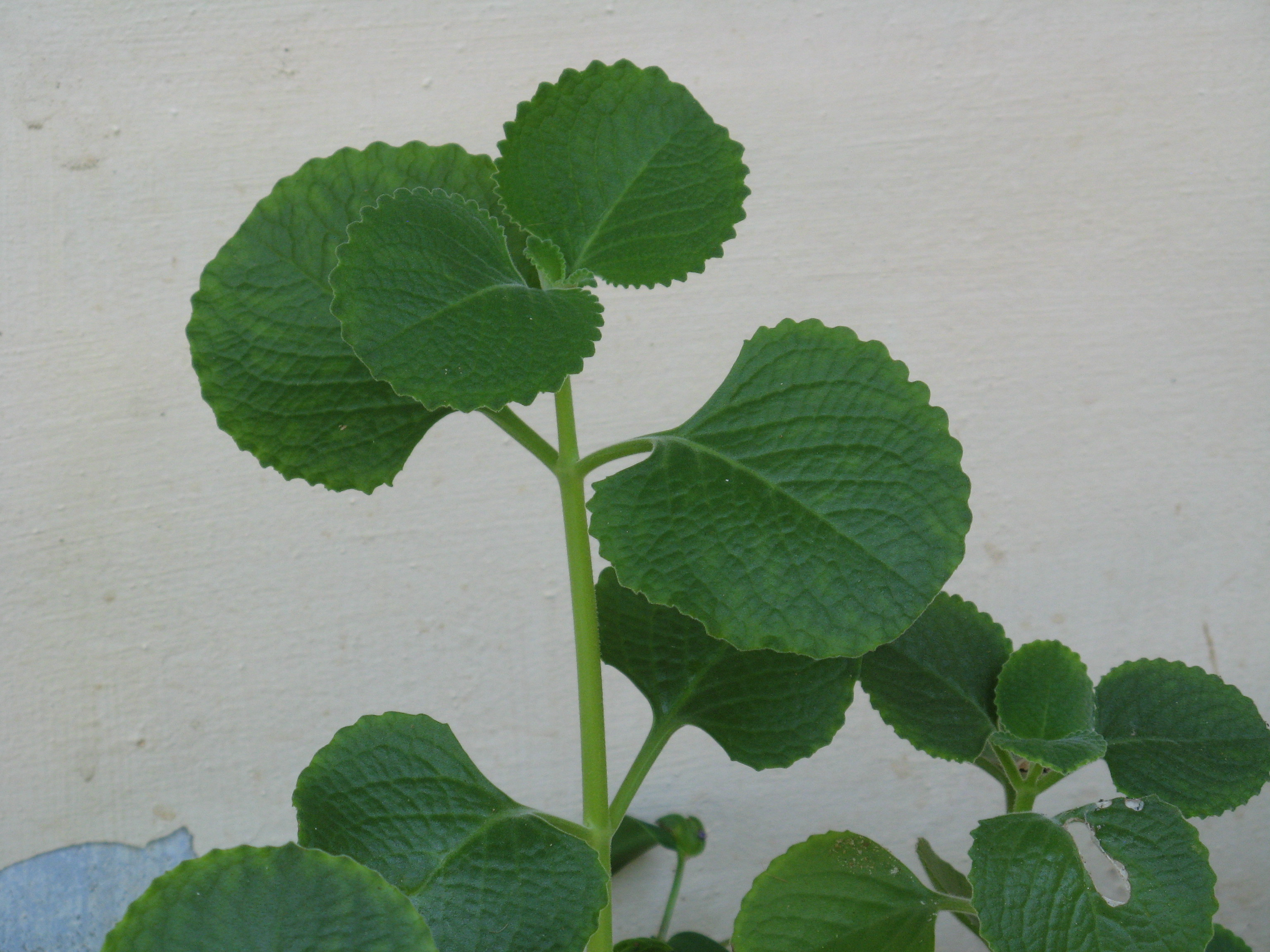
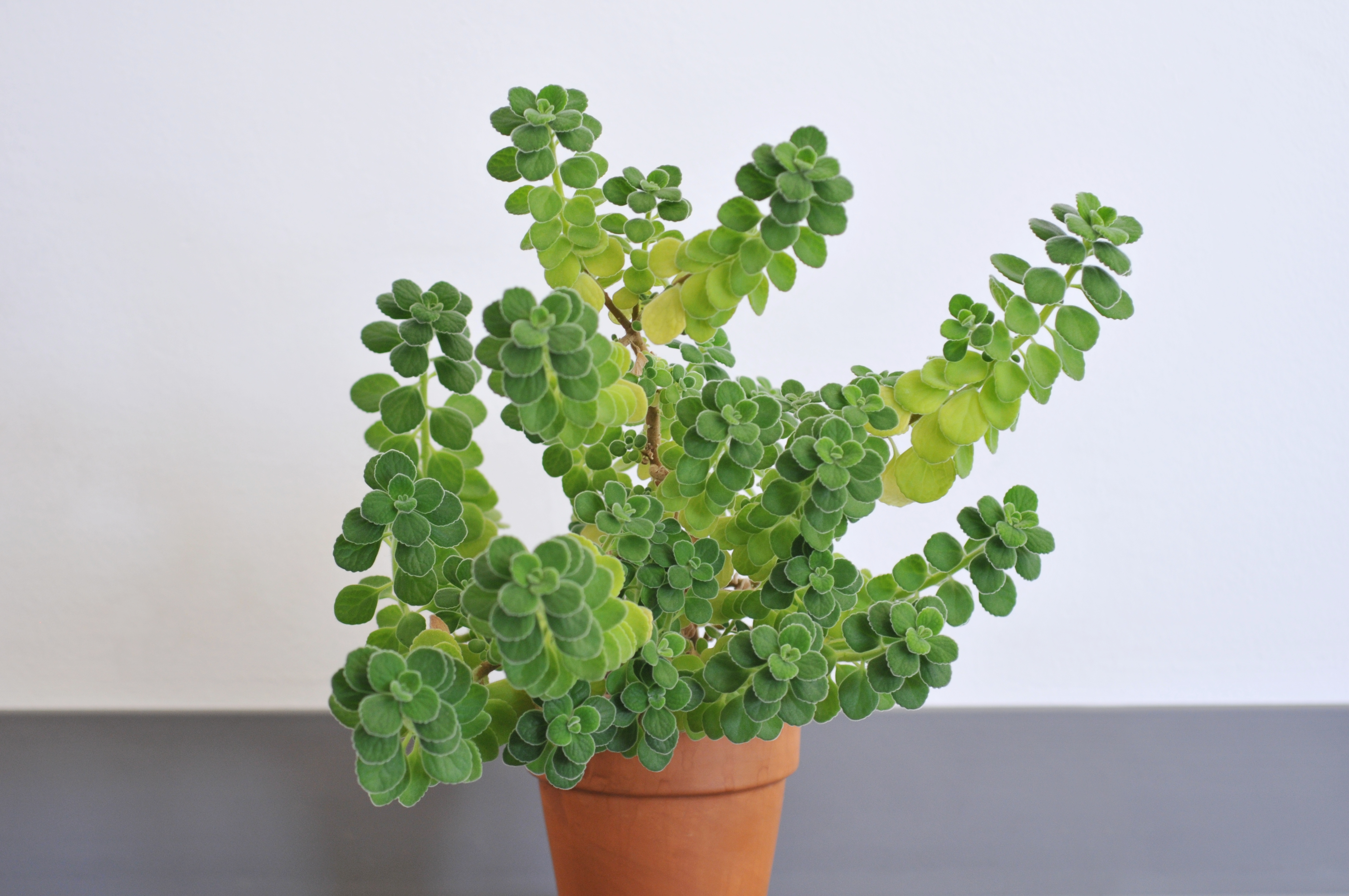
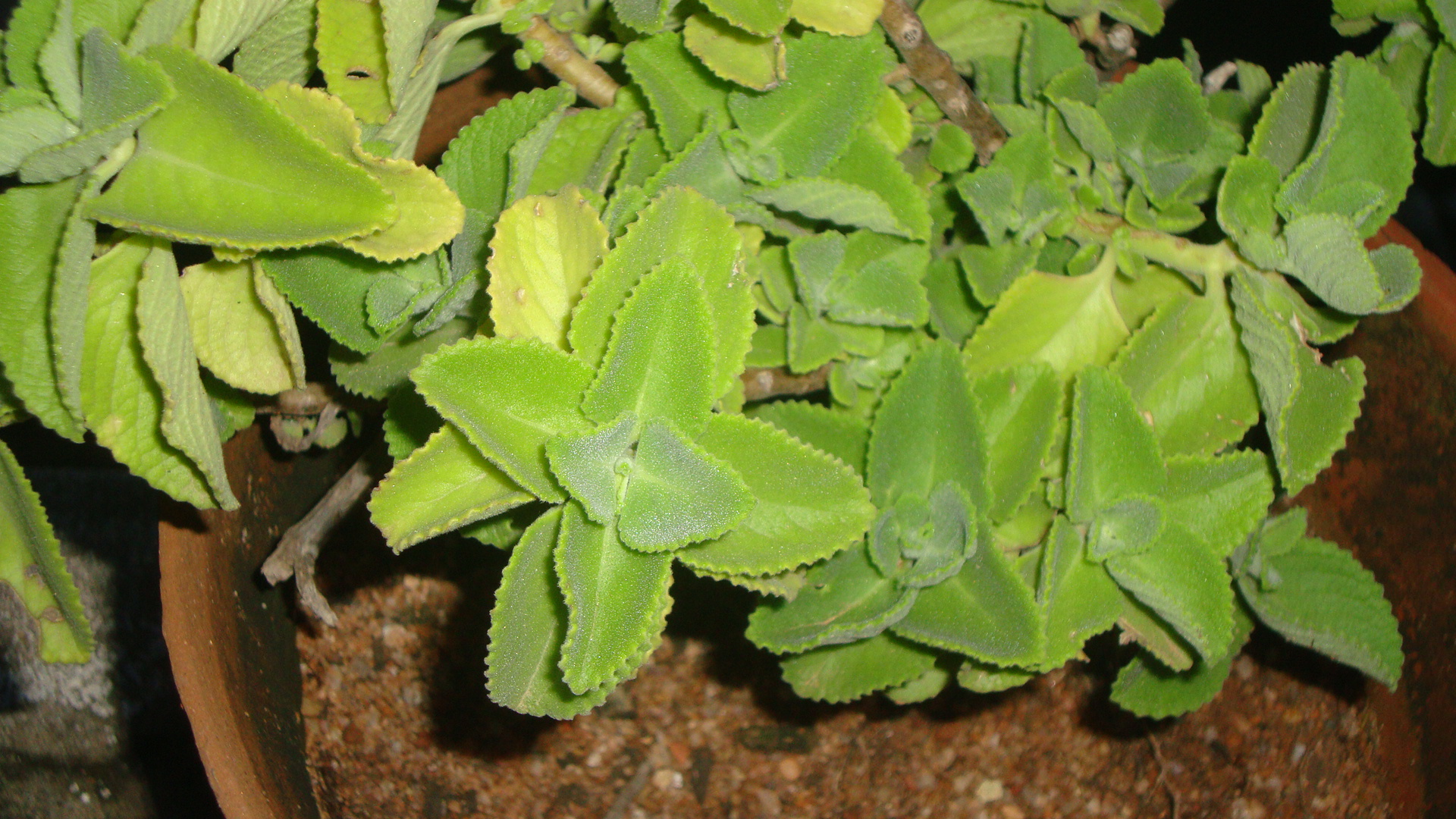